# Wyśniona
Wyśniona – trzeci album grupy zespołu Extazy, wydany 23 marca 2016 nakładem Green Star. Znajduje się na nim 10 utworów oraz 4 remiksy. Za utwór Moje kochanie grupa Extazy otrzymała nagrodę Grand Prix na XX Ogólnopolskim Festiwalu Muzyki Tanecznej – Ostróda 2015. Płytę promuje aż 7 teledysków:
- Kocham Twoje oczy (październik 2014)
- Tylko moja dziewczyna (listopad 2014)
- W oczach niebo (Boys & Extazy) (luty 2015)
- Nektar z banana (maj 2015)
- Po uszy zakochany (lipiec 2015)
- Balujemy dziś w domu (październik 2015)
- Jesteś moją wyśnioną (styczeń 2016)

## Lista utworów[1]
1. Jesteś moją wyśnioną (muz. i sł. Kamil Chludziński)
2. W oczach niebo (Boys & Extazy) (muz. i sł. Krzysztof Tatarczuk)
3. Po uszy zakochany (muz. i sł. Kamil Chludziński)
4. Moje kochanie (muz. i sł. Przemysław Oksztul i Kamil Chludziński)
5. Kocham Twoje oczy (muz i sł. Przemysław Oksztul)
6. Tylko moja dziewczyna (muz. Przemysław Oksztul, sł. Kamil Chludziński)
7. Nektar z banana (muz. i sł. Krzysztof Tatarczuk)
8. Balujemy dziś w domu (muz. i sł. Kamil Chludziński)
9. Moja naj najpiękniejsza (muz i sł. Kamil Chludziński)
10. Sam na sam (muz. i sł. Przemysław Oksztul i Kamil Chludziński)
11. Tylko moja dziewczyna (Slayback Remix) (muz. Przemysław Oksztul, sł. Kamil Chludziński)
12. Nektar z banana (Omen & Sequence Remix) (muz i sł. Krzysztof Tatarczuk)
13. Balujemy dziś w domu (Omen & Sequence Remix) (muz. i sł. Kamil Chludziński)
14. Balujemy dziś w domu (LoveG Remix) (muz. i sł. Kamil Chludziński)